# Llista de trobadors catalans
Aquesta és la llista dels trobadors catalans.

## Trobadors clàssics

### Obra no conservada
- Ot de Montcada
- Guillem de Ribes
- Pere de Montsó
- En Tremoleta
- Pere la Roca
- Bernat Vidal
- l'honrat Palaol
- Ramon Llull

### Obra conservada
- Guillem de Berguedà (1130 - 1195)
- Ponç de la Guàrdia (ca. 1154 - ca. 1188)
- Alfons el Trobador (1157 - 1196)
- Guerau III de Cabrera (s. XII - 1180)
- Berenguer de Palol (s. XII)
- Pere Galceran
- Guillem de Cabestany (s. XII - 1212)
- Ponç d'Ortafà (ca. 1170 - ca. 1246)
- Huguet de Mataplana (ca. 1174 - 1213)
- Ramon Vidal de Besalú (ca. 1196 - 1252)
- Ramon de Rosselló (s. XIII)
- Formit de Perpinyà (s. XIII)
- Cerverí de Girona/Guillem de Cervera (ca. 1259 - ca. 1290)
- Guillem Ramon de Gironella (s. XIII)
- Pere el Gran (1240 - 1285)
- Pere Salvatge (s. XIII)
- Jaume el Just (1267 - 1327)
- Jofre de Foixà (s. XIII)
- Frederic de Sicília (1272 - 1337)
- Ponç Hug d'Empúries (s. XIII - 1313)
- Trobador anònim català (~1293)
- Amanieu de Sescars (s. XIII)
- El bord del rei d'Aragó (s. XIII - XIV)
- Berenguer d'Anoia (s. XIII - XIV)
- La Reina de Mallorques (ca. 1320 - ca. 1372)

## Escola de Tolosa i Consistori de Barcelona (seglexiv)
- Joan de Castellnou
- Joan Blanc
- Guillem de Torroella
- Jaume Rovira
- Bernat de Palaol
- Llorenç Mallol
- Pere de Rius
- Tomàs Peris de Fozes
- Jaume March II
- Pere March
- Lluís d'Averçó
- Gilabert de Próixita
- Ramon Savall